# Rude, Ulricehamns kommun
Rude är en bebyggelse väster om Åsunden i Tvärreds socken i Ulricehamns kommun. Från 2015 avgränsar SCB här en småort.